# Damernas K-2 500 meter i kanotsport vid olympiska sommarspelen 1996
Damernas K-2 500 meter vid olympiska sommarspelen 1996 hölls på Lake Lanier i USA. 

## Medaljörer
| Gren           | Guld                                        | Silver                                  | Brons                                |
| K-2, 500 meter | Sverige Susanne Gunnarsson Agneta Andersson | Tyskland Birgit Fischer Ramona Portwich | Australien Anna Wood Katrin Borchert |

## Resultat

### Heat
| Heat 1 |                                                          |          |    |
| 1.     | Birgit Fischer och Ramona Portwich (GER)                 | 1:45.504 | QS |
| 2.     | Ingrid Haralamow och Daniela Baumer (SUI)                | 1:45.764 | QS |
| 3.     | Sanda Toma och Viorica Iordache (ROU)                    | 1:47.200 | QS |
| 4.     | Hanna Balabanova och Kateryna Yurchenko (UKR)            | 1:48.436 | QR |
| 5.     | Bonka Pindzheva och Neli Zafirova (BUL)                  | 1:48.652 | QR |
| 6.     | Tatiana Levina och Inna Isakova (UZB)                    | 1:50.544 | QR |
| 7.     | Renata Hernández och Sandra Rojas (MEX)                  | 1:51.252 | QR |
| Heat 2 |                                                          |          |    |
| 1.     | Agneta Andersson och Susanne Gunnarsson (SWE)            | 1:43.022 | QS |
| 2.     | Izaskun Aramburu och Beatriz Manchón (ESP)               | 1:44.038 | QS |
| 3.     | Izabela Dylewska-Światowiak och Elżbieta Urbańczyk (POL) | 1:44.906 | QS |
| 4.     | Larisa Kosorukova och Nataliya Guly (RUS)                | 1:47.186 | QR |
| 5.     | DeAnne Hemmens och Lia Rousset (USA)                     | 1:47.914 | QR |
| 6.     | Jitka Janáčková och Pavlína Jobánková (CZE)              | 1:51.346 | QR |
| 7.     | Helen Gilby och Alison Thorogood (GBR)                   | 1:51.386 | QR |
| Heat 3 |                                                          |          |    |
| 1.     | Rita Kőbán och Szilvia Mednyánszki (HUN)                 | 1:43.313 | QS |
| 2.     | Anna Wood och Katrin Borchert (AUS)                      | 1:43.633 | QS |
| 3.     | Marie-Josée Gibeau och Corrina Kennedy (CAN)             | 1:44.685 | QS |
| 4.     | Sabine Kleinhenz och Séverine Loyau (FRA)                | 1:46.989 | QR |
| 5.     | Ning Menghua och Hu Dongmei (CHN)                        | 1:50.721 | QR |
| 6.     | Chieko Akagi och Asako Watanabe (JPN)                    | 1:52.109 | QR |

### Återkval
| Återkval 1  |                                               |          |    |
| 1.          | Sabine Kleinhenz och Séverine Loyau (FRA)     | 1:51.417 | QS |
| 2.          | DeAnne Hemmens och Lia Rousset (USA)          | 1:52.669 | QS |
| 3.          | Hanna Balabanova och Kateryna Yurchenko (UKR) | 1:54.373 | QS |
| 4.          | Jitka Janáčková och Pavlína Jobánková (CZE)   | 1:55.377 | QS |
| 5.          | Renata Hernández och Sandra Rojas (MEX)       | 1:55.801 | QS |
| Repechage 2 |                                               |          |    |
| 1.          | Larisa Kosorukova och Nataliya Guly (RUS)     | 1:52.520 | QS |
| 2.          | Ning Menghua och Hu Dongmei (CHN)             | 1:53.544 | QS |
| 3.          | Bonka Pindzheva och Neli Zafirova (BUL)       | 1:53.644 | QS |
| 4.          | Helen Gilby och Alison Thorogood (GBR)        | 1:55.088 | QS |
| 5.          | Tatiana Levina och Inna Isakova (UZB)         | 1:56.896 |    |
| 6.          | Chieko Akagi och Asako Watanabe (JPN)         | 1:57.944 |    |

### Semifinaler
| Semifinal 1 |                                                          |          |    |
| 1.          | Rita Kőbán och Szilvia Mednyánszki (HUN)                 | 1:42.789 | QF |
| 2.          | Birgit Fischer och Ramona Portwich (GER)                 | 1:43.069 | QF |
| 3.          | Izaskun Aramburu och Beatriz Manchón (ESP)               | 1:44.433 | QF |
| 4.          | Marie-Josée Gibeau och Corrina Kennedy (CAN)             | 1:44.461 | QF |
| 5.          | Sabine Kleinhenz och Séverine Loyau (FRA)                | 1:46.589 | QF |
| 6.          | Sanda Toma och Viorica Iordache (ROU)                    | 1:47.061 |    |
| 7.          | Hanna Balabanova och Kateryna Yurchenko (UKR)            | 1:48.857 |    |
| 8.          | Ning Menghua och Hu Dongmei (CHN)                        | 1:49.189 |    |
| 9.          | Helen Gilby och Alison Thorogood (GBR)                   | 1:49.849 |    |
| Semifinal 2 |                                                          |          |    |
| 1.          | Agneta Andersson och Susanne Gunnarsson (SWE)            | 1:43.521 | QF |
| 2.          | Anna Wood och Katrin Borchert (AUS)                      | 1:43.729 | QF |
| 3.          | Izabela Dylewska-Światowiak och Elżbieta Urbańczyk (POL) | 1:45.190 | QF |
| 4.          | Larisa Kosorukova och Nataliya Guly (RUS)                | 1:45.505 | QF |
| 5.          | Ingrid Haralamow och Daniela Baumer (SUI)                | 1:46.629 |    |
| 6.          | Bonka Pindzheva och Neli Zafirova (BUL)                  | 1:48.313 |    |
| 7.          | Jitka Janáčková och Pavlína Jobánková (CZE)              | 1:49.125 |    |
| 8.          | DeAnne Hemmens och Lia Rousset (USA)                     | 1:49.465 |    |
| 9.          | Renata Hernández och Sandra Rojas (MEX)                  | 1:52.053 |    |

### Final
| Gold   | Agneta Andersson och Susanne Gunnarsson (SWE)            | 1:39.329 |
| Silver | Birgit Fischer och Ramona Portwich (GER)                 | 1:39.689 |
| Bronze | Anna Wood och Katrin Borchert (AUS)                      | 1:40.641 |
| 4.     | Rita Kőbán och Szilvia Mednyánszki (HUN)                 | 1:40.893 |
| 5.     | Marie-Josée Gibeau och Corrina Kennedy (CAN)             | 1:41.313 |
| 6.     | Izaskun Aramburu och Beatriz Manchón (ESP)               | 1:42.621 |
| 7.     | Izabela Dylewska-Światowiak och Elżbieta Urbańczyk (POL) | 1:42.753 |
| 8.     | Larisa Kosorukova och Nataliya Guly (RUS)                | 1:43.237 |
| 9.     | Sabine Kleinhenz och Séverine Loyau (FRA)                | 1:43.449 |